# Apseudogramma
Apseudogramma is een geslacht van vliesvleugeligen uit de familie van de Trichogrammatidae. De wetenschappelijke naam van dit geslacht is voor het eerst geldig gepubliceerd in 1915 door Alexandre Arsène Girault.

## Soorten
Het geslacht Apseudogramma is monotypisch en omvat slechts de volgende soort:
- Apseudogramma popei Girault, 1915